# 青莲站
青莲站，位于中华人民共和国四川省绵阳市江油市青莲镇剑仙大道北段，是西成客运专线上的高铁站，于2014年12月20日启用营运，由成都铁路局绵阳车务段管辖。
由于青莲镇是李白的家乡，因此车站以李白文化为设计。

## 站房
车站为单层侧式站房双侧式站台附进出站地道设计。
站房主体设计融入了李白文化与中国传统建筑特点。
站台为有柱雨棚，并有进出站独立的地道。
车站南侧有公交枢纽站。

## 接驳交通

### 公交
“城际列车青莲站”站（途径线路：江油公交9路）

## 車站周邊
- 太白碑林
- 李白故里
- 太白祠
- 中国农业银行青莲分理处
- 中国邮政储蓄银行青莲支行
- 仙悦居商务宾馆
- 青莲旅馆
- 青莲大桥
- 江油市青莲派出所
- 太白思源小学

## 外部連結
- 中国铁路客户服务中心 （页面存档备份，存于）